# 新町 (大阪市)
新町（しんまち）は、大阪府大阪市西区の町名。現行行政地名は新町一丁目から新町四丁目。

## 地理
大阪市西区の中央部に位置。北は立売堀、南は長堀通を挟んで北堀江、西は木津川を挟んで本田および千代崎、東は阪神高速1号環状線を挟んで中央区博労町および南船場にそれぞれ接する。
地内東部に大坂随一の花街だった江戸幕府公認の新町遊廓が存在したことで知られる。

### 河川
- 木津川

## 歴史

### 地名の由来
地名の由来は、大坂中の花街を集めて一つの新しい町にしたことから。

### 町名の変遷
江戸時代を通じて「新町」は新町遊廓そのものを指す名称で、「新町」という町名はなかった。
江戸時代の町名は、新町遊廓内が新京橋町・新堀町・九軒町・佐渡屋町・瓢箪町（ひょうたんまち）・佐渡島町（さどじまちょう）・吉原町、新町遊廓の西隣りが立売堀南裏町（いたちぼりみなみうらまち）・山本町・小浜町（こばまちょう）・橘町・出口町・新平野町、長堀川沿いが長堀平右衛門町の西横堀川以西かつ長堀川以北・宇和島町・長堀富田屋町・白髪町のそれぞれ長堀川以北・清兵衛町、木津川沿いが上博労町、西横堀川沿いが孫左衛門町・藤右衛門町となっていた。
1869年（明治2年）に松島遊廓が誕生して以降、新町遊廓は衰退の一途を辿ることになる。
1871年（明治4年）に宇和島町・長堀富田屋町・白髪町のそれぞれ長堀川以北を北宇和島町・北富田屋町・北白髪町に改称し、長堀平右衛門町の西横堀川以西かつ長堀川以北を北宇和島町に編入。翌1872年（明治5年）に新町北通1 - 2丁目・新町通1 - 5丁目・新町南通1 - 5丁目・裏新町・西長堀北通1 - 5丁目に改編されたが、この時点で新町通と新町南通の範囲が新町遊廓外にまで及んでおり、1890年（明治23年）9月5日の大火（新町焼）によって新町遊廓の大半が焼失して以降、「新町」は完全に地域名称となった。
1926年（大正15年）に裏新町を新町南通に編入。1978年（昭和53年）に現行行政地名を実施し、「新町」は町名となった。

## 世帯数と人口
2019年（平成31年）3月31日現在の世帯数と人口は以下の通りである。
| 丁目       | 世帯数    | 人口     |
| ---------- | --------- | -------- |
| 新町一丁目 | 2,541世帯 | 4,302人  |
| 新町二丁目 | 1,148世帯 | 2,151人  |
| 新町三丁目 | 1,600世帯 | 3,146人  |
| 新町四丁目 | 1,386世帯 | 2,396人  |
| 計         | 6,675世帯 | 11,995人 |

### 人口の変遷
国勢調査による人口の推移。
| 1995年（平成7年）  | 3,494人  | [ 5 ] |  |
| 2000年（平成12年） | 4,125人  | [ 6 ] |  |
| 2005年（平成17年） | 6,248人  | [ 7 ] |  |
| 2010年（平成22年） | 8,003人  | [ 8 ] |  |
| 2015年（平成27年） | 11,846人 | [ 9 ] |  |

### 世帯数の変遷
国勢調査による世帯数の推移。
| 1995年（平成7年）  | 1,776世帯 | [ 5 ] |  |
| 2000年（平成12年） | 2,088世帯 | [ 6 ] |  |
| 2005年（平成17年） | 4,044世帯 | [ 7 ] |  |
| 2010年（平成22年） | 4,855世帯 | [ 8 ] |  |
| 2015年（平成27年） | 6,924世帯 | [ 9 ] |  |

## 学区
市立小・中学校に通う場合、学区は以下の通りとなる。なお、小学校・中学校入学時に学校選択制度を導入しており、通学区域もしくは隣接する校区の小学校・中学校から選択することも可能。
| 丁目       | 番   | 小学校             | 中学校             |
| ---------- | ---- | ------------------ | ------------------ |
| 新町一丁目 | 全域 | 大阪市立堀江小学校 | 大阪市立堀江中学校 |
| 新町二丁目 | 全域 | 大阪市立堀江小学校 | 大阪市立堀江中学校 |
| 新町三丁目 | 全域 | 大阪市立堀江小学校 | 大阪市立堀江中学校 |
| 新町四丁目 | 全域 | 大阪市立堀江小学校 | 大阪市立堀江中学校 |

## 事業所
2016年（平成28年）現在の経済センサス調査による事業所数と従業員数は以下の通りである。
| 丁目       | 事業所数    | 従業員数 |
| ---------- | ----------- | -------- |
| 新町一丁目 | 659事業所   | 8,522人  |
| 新町二丁目 | 161事業所   | 2,879人  |
| 新町三丁目 | 152事業所   | 2,376人  |
| 新町四丁目 | 106事業所   | 1,550人  |
| 計         | 1,078事業所 | 15,327人 |

## 施設

### 公共施設
- 大阪市西区役所
- オリックス劇場（旧大阪厚生年金会館）
- 公明党大阪府本部

### 教育機関
- 大阪歯科学院専門学校
- 大阪スクールオブミュージック専門学校
- 大阪ECO動物海洋専門学校

### 医療機関
- 日新会病院

- 中央急病診療所

### 公園
- 新町北公園
- 新町南公園
- 新町西公園
- 立売堀公園

### 社寺
- 光禅寺
- 金光教大阪教会
- 日本キリスト教会大阪西教会

### 共同住宅
- 大阪ひびきの街 ザ・サンクタスタワー

### かつて存在した施設
- 白髪橋 - 西長堀川に架かっていた橋
- 新町遊廓 - 地内に存在した遊廓

## 交通

### 鉄道
- 大阪市高速電気軌道 (Osaka Metro) の西大橋駅。

### 道路
高速道路
- 阪神高速1号環状線

主要地方道
- 大阪府道41号大阪伊丹線（なにわ筋）
- 大阪府道29号大阪臨海線（新なにわ筋）
- 大阪府道173号大阪八尾線（長堀通）
- 大阪市道南北線（四つ橋筋）
- あみだ池筋

## 出身者
- 市川荒太郎 (2代目)  - 歌舞伎役者
- 戸田義郎 - 経営学者、元神戸大学学長

## その他

### 日本郵便
- 〒550-0013[3]（集配局：大阪西郵便局[12]）